# Nati nel 1946/Senza giorno specificato
| Questa pagina contiene informazioni ricavate automaticamente dalle voci biografiche con l'ausilio del template Bio e di un bot. L'aggiornamento è periodico e automatico e ricostruisce completamente la pagina. Se manca una persona in questa lista, sei pregato di non aggiungerla, ma accertati piuttosto che la sua voce biografica contenga il template Bio e che i dati anagrafici siano correttamente compilati. Se il template Bio manca, inseriscilo tu stesso o, in alternativa, metti l'avviso {{tmp\|Bio}} che ne segnala la mancanza. Se i dati riportati sono sbagliati, correggi direttamente la voce biografica; le modifiche saranno visibili in questa lista entro pochi giorni. Per chiarimenti vedi il progetto biografie. La lista contiene solo le 233 persone che sono citate nell'enciclopedia e per le quali è stato implementato correttamente il template Bio. Pagina aggiornata al 18 ago 2025. |

- Abdel Wahab Abdullah Salih, ex pugile sudanese
- Josep Acebillo, architetto spagnolo
- Tomás Diez Acosta, militare e storico cubano († 2023)
- Khaled Al-Karaki, arabista e politico giordano
- Cathy Allen, ex sciatrice alpina statunitense
- Mario Ancillotti, flautista italiano
- Lino Angiuli, poeta e scrittore italiano
- Mickey Appleman, giocatore di poker statunitense
- Edmond Apéti Kossivi, calciatore togolese († 1972)
- Takeko Aragaki, ex cestista giapponese
- Richard Bauckham, biblista e teologo inglese
- Alberto Bernabé, filologo e storico della filosofia spagnolo
- Pasqua Aurora Betti, brigatista italiana
- Riccardo Bianchini, compositore italiano († 2003)
- Hans Bjørge, ex sciatore alpino norvegese
- Gabriella Boccardo, attrice italiana
- Bok Geo-il, scrittore sudcoreano
- Anna Bonasso, attrice e doppiatrice italiana
- Carlo Bordoni, sociologo e scrittore italiano
- Hristo Borisov, cestista bulgaro († 2005)
- Silvia Bortoli, traduttrice e scrittrice italiana
- Alain Boureau, medievista francese
- Braulio, cantante spagnolo
- Martin Bresnick, compositore statunitense
- Clarence Brookins, ex cestista statunitense
- Fañch Broudig, giornalista francese
- Judith C. Brown, scrittrice e storica statunitense
- Pasquale Bruzzone, boccista italiano
- Riccardo Calimani, scrittore e storico italiano
- Dayton Callie, attore e sceneggiatore statunitense
- Lorne Campbell, storico dell'arte scozzese
- Alberto Campo Baeza, architetto spagnolo
- Luigia Carlucci Aiello, informatica italiana
- Andrea Carusi, astrofisico italiano
- Ferruccio Castellano, attivista italiano († 1983)
- Patricio Castillo, cantautore e polistrumentista cileno
- Marina Cepeda Fuentes, giornalista, scrittrice e conduttrice radiofonica spagnola († 2014)
- Tim Child, produttore televisivo inglese
- Michel Chossudovsky, economista canadese
- Thanasīs Christoforou, cestista e allenatore di pallacanestro statunitense († 2017)
- Luciano Ciccaglioni, chitarrista e compositore italiano
- Donato Ciletti, cantante italiano
- Alessandro Conti, storico dell'arte italiano († 1994)
- Carla Corso, attivista e scrittrice italiana
- Bruna Costacurta, biblista e teologa italiana
- Peppe Cuga, musicista italiano († 2022)
- Giandomenico Curi, scrittore, regista e sceneggiatore italiano
- Maria Rosa Cutrufelli, scrittrice e giornalista italiana
- Paola Casoli, poetessa italiana
- Carlo D'Angiò, cantautore italiano († 2016)
- Lucy van Dael, violinista olandese
- Hamed Dahane, calciatore marocchino († 2020)
- Pier Marco De Santi, storico del cinema, critico cinematografico e direttore artistico italiano († 2024)
- Bruce DeSilva, scrittore e giornalista statunitense
- Kōstas Diamantopoulos, ex cestista e allenatore di pallacanestro greco
- Paola Dionisotti, attrice teatrale e attrice televisiva italiana
- Emilio Dolcini, giurista italiano
- André Dominé, giornalista, enologo e gastronomo tedesco
- Gary Driscoll, batterista statunitense († 1987)
- Larrio Ekson, ballerino e coreografo statunitense
- Musa Eroğlu, cantante e musicista turco
- José Estrada Sr., ex wrestler portoricano
- Blanca Estrada, attrice spagnola
- Agneta Falk, poetessa e artista statunitense
- Glauco Felici, traduttore italiano († 2012)
- Alfio Ferlito, mafioso italiano († 1982)
- Elfie Fiegert, attrice tedesca
- Ken Finkleman, regista e sceneggiatore canadese
- Farag Foda, attivista, scrittore e giornalista egiziano († 1992)
- Hugh Alastair Ford, ornitologo australiano
- Dorothy Gaters, allenatrice di pallacanestro statunitense
- Marcel Gauchet, filosofo francese
- Said Ghandi, ex calciatore marocchino
- Maouhoub Ghazouani, ex calciatore marocchino
- Claudio Gizzi, musicista italiano
- L. Harvey Gold, attore e doppiatore statunitense
- Elkhonon Goldberg, neuroscienziato lettone
- Julia Goss, soprano scozzese († 2023)
- Gene Gotti, mafioso statunitense
- Victoria de Grazia, storica statunitense
- Gloria Gresham, costumista statunitense
- Bruce Greyson, psichiatra e psicologo statunitense
- Angela Groppi, storica italiana († 2020)
- Paul Grote, scrittore e giornalista tedesco
- David Gunn, ginecologo statunitense († 1993)
- István Gyurasits, cestista ungherese († 2012)
- Guy Haarscher, scrittore e docente belga
- Nancy Haigh, scenografa statunitense
- Edward Harris, archeologo britannico
- John Hart, ex rugbista a 15, allenatore di rugby a 15 e dirigente sportivo neozelandese
- Madeleine Hartog Bell, modella peruviana
- Valerie Holmes, modella britannica
- Seiji Igarashi, cestista giapponese († 2003)
- Ireneo Janni, pittore, scultore e architetto italiano
- Branimir Jelušić, ex calciatore jugoslavo
- Domenico Jervolino, filosofo e politico italiano († 2018)
- Magdalena Jetelová, scultrice e fotografa ceca
- Jiang Rong, scrittore cinese
- Rudy Jocqué, aracnologo belga
- Kirk Jordan, cantante statunitense
- Joseph Kanon, scrittore statunitense
- Abdoua Kanta, regista nigeriano († 2017)
- Kenji Kawakami, inventore giapponese
- Jonathan Keates, scrittore, biografo e insegnante inglese
- Menachem Kellner, filosofo, saggista e traduttore israeliano
- Ismail Khan, politico afghano
- Kim Yong-chol, generale e politico nordcoreano
- Jean-Pierre Kohut-Svelko, scenografo francese
- Barış Küce, cestista turco († 2024)
- Eugenio La Rocca, archeologo e funzionario italiano
- Ahmad Abu Laban, imam palestinese († 2007)
- Lamberto Lambertini, regista italiano
- Abdallah Lamrani, calciatore marocchino († 2019)
- Eric Landowski, semiologo e sociologo francese
- Giorgio Laneve, cantautore italiano
- Mary Lawson, scrittrice canadese
- Paul LeBlanc, truccatore canadese († 2019)
- Jean-Yves Lechevallier, scultore e pittore francese
- Henri Ledroit, controtenore francese († 1988)
- Luigi Lehnus, filologo classico e grecista italiano
- Ijahman Levi, musicista giamaicano
- Li Shenglin, politico cinese
- Gianna Liani, artista italiana
- Giuseppe Limone, filosofo e poeta italiano
- Alexander Litschev, storico, filosofo e docente bulgaro
- Giorgio Logiri, chitarrista, compositore e arrangiatore italiano
- Fabrizio Lori, regista e produttore cinematografico italiano
- Rayleen Lynch, ex cestista australiana
- Uccio Magliona, pilota automobilistico italiano
- Dhabihu'llah Mahrami, funzionario iraniano († 2005)
- Paola Malanotte Rizzoli, oceanografa italiana
- Nicoletta Maraschio, linguista italiana
- George E. Marcus, antropologo statunitense
- Franco Say, cantautore italiano
- Steve Martini, avvocato e scrittore statunitense
- Claude Maugé, giornalista francese
- Ba Mamadou Mbaré, politico mauritano († 2013)
- Duncan McDowell, allenatore di calcio scozzese
- James E. McGaha, astronomo statunitense
- Judith McHale, politica, funzionario e diplomatica statunitense
- Sarah Menefee, attivista e poetessa statunitense
- Luigi Menghini, scrittore italiano
- Eric Meola, fotografo statunitense
- Vittorio Messina, artista italiano
- Giorgio Milani, artista italiano
- Mordehai Milgrom, fisico israeliano
- Juan José Millás, scrittore spagnolo
- Jolanda Modio, attrice italiana
- Dearbhla Molloy, attrice irlandese
- Pietro Montani, filosofo e critico cinematografico italiano
- Jean-Claude Morellet, fotografo, giornalista e pilota motociclistico francese
- Don Moye, batterista e percussionista statunitense
- Braulio Muñoz, scrittore peruviano
- Enrico Muscetra, pittore e scultore italiano
- Michael Muster, politico e avvocato tedesco
- Juan Carlos Muzzio, astronomo argentino
- Sandro Nannini, filosofo italiano
- Sélim Nassib, scrittore e giornalista libanese
- Vann Nath, disegnatore e scrittore cambogiano († 2011)
- Gordon Neufeld, psicologo e psicoterapeuta canadese
- Dimitri Nicolau, compositore, pittore e librettista italiano († 2008)
- Salvatore Silvano Nigro, filologo, critico letterario e storico della letteratura italiano
- Kazuyoshi Nomachi, fotografo giapponese
- Pauline Nyiramasuhuko, politica ruandese
- Allan O'Mill, pittore argentino
- Juan David Ochoa Vásquez, criminale colombiano († 2013)
- Aliza Olmert, artista israeliana
- Norman Olson, attivista statunitense
- Hugues Le Paige, giornalista e regista belga
- Charley Parks, ex cestista statunitense
- Antonietta Pastore, scrittrice e traduttrice italiana
- Jacques Pauwels, storico, politologo e saggista belga
- Maureen Perrie, storica inglese
- Roberto Pezzetta, designer italiano
- So-Young Pi, fisica sudcoreana
- Graziella Proto, attivista italiana
- Paolo Quaregna, regista e sceneggiatore italiano
- Luigi Quartapelle Procopio, ingegnere italiano
- Mohammed Rafie, generale e politico afghano
- Yann Redalié, biblista e pastore protestante svizzero
- Maria Remenyi, modella statunitense
- Mercedes Revenga, modella venezuelana
- Martino Rizzotti, biologo e saggista italiano († 2002)
- Peter Robb, scrittore australiano
- Hal Roth, regista statunitense
- Zipora Rubin-Rosenbaum, atleta paralimpica, nuotatrice e cestista israeliana
- Enzo Russo, scrittore italiano
- Eva Röder, attrice tedesca
- Tito Saffioti, giornalista e critico musicale italiano
- Jim Samson, musicista, critico musicale e musicologo britannico
- Guido Santato, critico letterario italiano
- Yacouba Sawadogo, agricoltore burkinabé († 2023)
- Abd al-Rasul Sayyaf, guerrigliero afghano
- Jacques Scornaux, giornalista belga
- Shūichi Seki, animatore giapponese
- Abdurrahman Sewehli, politico libico
- Joseph Sifakis, informatico greco
- Jean Louis Ska, religioso, biblista e teologo belga
- Leila Solh, politica libanese
- Tolīs Spanos, cestista greco († 2012)
- Leopold Steurer, storico italiano
- Isa Stoppi, supermodella italiana († 2020)
- Roberto Sturno, attore teatrale italiano († 2023)
- Larry Sultan, fotografo e docente statunitense († 2009)
- Stephen Synnott, astronomo statunitense
- James Tabor, storico statunitense
- Webster Tarpley, giornalista statunitense
- Shelley Taylor, psicologa statunitense
- Jonathan Thomas, scultore canadese († 2005)
- Livio Tiselli, ex pallanuotista italiano
- Michael Nelson Tjakamarra, pittore australiano († 2020)
- Ivano Toniolo, terrorista italiano († 2015)
- Sergio Tramonti, attore, scenografo e pittore italiano
- Brian Trenchard-Smith, regista, sceneggiatore e produttore cinematografico britannico
- Michael Tyrrell, criminale antiguo-barbudano († 2013)
- María José Ulla, modella spagnola († 2022)
- Eric Van Lustbader, scrittore statunitense
- Angelita Vargas, ballerina e cantante spagnola († 2023)
- Jean-Jacques Velasco, ingegnere e saggista francese
- Laura Vivaldi, attrice italiana
- René Vizcaíno, calciatore messicano († 2023)
- Ecaterina Vogel, ex cestista rumena
- Petr Vronský, direttore d'orchestra ceco
- Ibn Warraq, scrittore indiano
- Susan Weiner, politica statunitense († 2012)
- Timothy Williams, scrittore britannico
- Zarsanga, cantante pakistana
- Anna Zinnemann, attrice italiana
- Giacomino Zirottu, storico italiano († 2007)
- José Zúñiga, ex calciatore costaricano
- Ghazi al-Jabali, poliziotto palestinese
- Robert-Alain De Beaugrande, linguista statunitense († 2008)
- Dag Bjørn Østvold, ex sciatore alpino norvegese